# Petto carenato

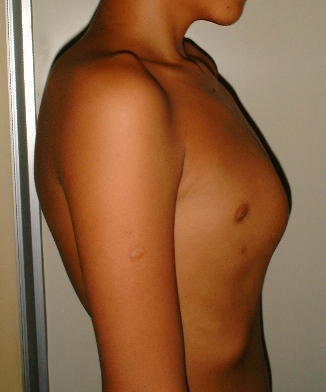
Esempio di petto carenato

Il  petto carenato  in campo medico, è una deformazione della gabbia toracica caratterizzata dalla protrusione anteriore dello sterno.

## Tipologia
Si possono suddividere le forme in:
- Condro-gladiolare simmetrico, la più diffusa
- Condro-gladiolare asimmetrico
- Misto escavato-carenato, dove si mostra una combinazione fra le due forme più comuni di anomalie congenite
- Condro-manubriale

## Manifestazioni cliniche
Si associa alla depressione laterale di una parte delle cartilagini costali, nella parte destra e sinistra del torace si producono delle concavità. Alcuni bambini mostrano segni di scoliosi. La forma manubriale porta sovente anche ad altre anomalia congenite di natura cardiaca. Il sintomo più comune resta il dolore.

## Epidemiologia
Rispetto ad altre anomalie similari l'incidenza è minore di circa 10 volte, anche se rimane molto diffuso, arrivando a coinvolgere una persona su 400. Essendo di natura congenita si manifesta già in età puberale e più raramente subito dopo il parto.

## Eziologia
La causa esatta che comporta tale manifestazione è ancora sconosciuta; varie sindromi portano a tale stato, come la sindrome di Marfan, la sindrome di Ehlers-Danlos e la sindrome di Loeys-Dietz.

## Terapia
Il trattamento chirurgico viene effettuato solo dopo che lo sviluppo dell'individuo si completa, e avviene tramite resezione.